# Riikka Lehtonen
Riikka Hannele Lehtonen (ur. 24 lipca 1979 w Kangasali) – fińska siatkarka, grająca na pozycji przyjmującej. W reprezentacji zadebiutowała w 1996 roku. Została wybrana najlepszą siatkarką roku w Finlandii w latach: 2001, 2002, 2003, 2004, 2005, 2006, a także w 2000 roku najlepszą siatkarką plażową. Riikka gra również w siatkówkę plażową.

## Kluby
- 1996–1998 Oriveden Ponnistus
- 1998–1999 Euran Raiku
- 1999–2001 Rocheville Le Cannet
- 2001–2004 RC Cannes
- 2004–2005 Minetti Vicenza
- 2005–2006 Foppapedretti Bergamo
- 2006–2007 NEC Red Rockets
- 2007–2008 Vakıfbank Güneş Sigorta Stambuł
- 2008–2009 Riso Scotti Pavia
- 2009–2010 Despar Perugia
- 2010–2011 Igtisadchi Baku
- 2011–2012 River Volley Piacenza
- 2012-styczeń 2013 Icos Crema Volley
- styczeń-czerwiec 2013 LP Kangasala
- 2013–2014 Azerrail Baku

## Sukcesy

### Siatkówka halowa
Mistrzostwa Finlandii:
- (1997, 1999)
- (1998)

Puchar Finlandii:
- (1996, 1997, 1998)

Mistrzostwa Francji:
- (2002, 2003, 2004)
- (2000, 2001)

Puchar Francji:
- (2003, 2004)

Liga Mistrzyń:
- (2002, 2003)
- (2004, 2006)

Mistrzostwa Włoch:
- (2006)

Puchar Włoch:
- (2006)

Puchar Challenge:
- (2008)

Mistrzostwa Azerbejdżanu:
- (2011)

### Siatkówka plażowa
Mistrzostwa Finlandii:
- (1997, 1998, 1999, 2000)
- (2006)
- (2001, 2005)

## Wyróżnienia
- Najlepsza siatkarka roku w Finlandii: (2001, 2002, 2003, 2004, 2005, 2006)
- Najlepsza siatkarka plażowa roku w Finlandii: (2000)
- Najlepiej atakująca zawodniczka Pucharu Challenge: (2008)